# Erpetogomphus agkistrodon
Erpetogomphus agkistrodon är en trollsländeart som beskrevs av Rosser W. Garrison 1994. Erpetogomphus agkistrodon ingår i släktet Erpetogomphus och familjen flodtrollsländor. Inga underarter finns listade i Catalogue of Life.